# 佐久川かおり
佐久川 かおり（さくがわ かおり、1977年7月21日 - ）は、沖縄県出身の女子ハンドボール選手である。

## 経歴
ソニーセミコンダクタ九州に在籍した2003年2月1日、日本ハンドボールリーグ200得点を達成した。
2009年4月、レキオクラブのエースとして第42回沖縄県総合選手権4連覇を達成した。
2011年2月の第44回沖縄県総合選手権でも主将を務めチームを優勝に導いた。
一卵双生児の姉であり、妹の佐久川ひとみも日本リーグの選手として活躍していた。